# Yukiko Ueno
Pour les articles homonymes, voir Ueno (homonymie).
Yukiko Ueno (上野 由岐子, Ueno Yukiko), née le 22 juillet 1982 à Fukuoka, est une joueuse de softball japonaise. Évoluant au poste de lanceuse, elle est l'un des meilleures joueuses mondiales à ce poste. Médaillée de bronze aux Jeux olympiques d'été de 2004, elle remporte le titre olympique aux Jeux de 2008 en lançant toutes les manches de la finale contre les États-Unis. Capable de lancer à plus de 120 km/h, elle est la vedette de l'équipe de softball japonaise qui bat régulièrement les Américaines et domine son continent en remportant cinq fois consécutivement les Jeux asiatiques entre 2002 et 2018.

## Biographie
Yukiko Ueno commence à jouer au softball à la demande d'un jeune ami. Elle commence à lancer à l'âge de 10 ans. À 17 ans, elle se blesse au dos et doit passer trois mois à l'hôpital. Recrutée à la sortie du lycée, sa vie tourne autour du sport et elle devient rapidement une vedette au Japon en lançant pour l'équipe de Renesas Electronics. 
Ueno lance pour le Japon lors du tournoi de softball des Jeux olympiques d'été de 2004. Les Japonaises terminent troisième du tournoi et Ueno remporte sa première médaille olympique. Elle s'illustre en lançant le premier match parfait réussi aux Jeux olympiques dans sa domination de l'équipe chinoise.
En 2006, Ueno est la principale raison pour laquelle le Japon bat les États-Unis en demi-finale des championnats du monde de softball. Les Américaines sont repêchées en finale après la petite finale, et Yukiko Ueno manque le titre de championne du monde en perdant dans son duel avec Cat Osterman.
Capable de lancer la balle à 121 km/h, elle est la vedette de l'équipe japonaise de softball. En demi-finale du tournoi de softball des Jeux olympiques d'été de 2008, elle lance neuf manches dans la défaite contre les États-Unis. Plus tard dans la même journée, Ueno lance douze manches contre l'Australie pour éviter l'élimination et se qualifier pour la finale olympique. Après une seule nuit de récupération, la lanceuse japonaise dispute toute la rencontre finale et est une actrice clef de l'exploit des Japonaises qui battent les Américaines sur le score de 3 à 1,. La lanceuse japonaise met fin à la série de 22 victoires consécutives des Américaines aux Jeux olympiques. Ueno marque le tournoi par l'endurance de son bras, capable d'envoyer 413 lancers en trois matchs en deux jours.
Deux années plus tard au championnat du monde, elle retrouve la finale après le même scénario des Jeux 2008, une défaite contre les États-Unis en demi-finale et une victoire contre l'Australie pour se qualifier, et est de nouveau opposée aux frappeuses américaines. En dix manches, elle ne concède que trois coups sûrs dans un succès 2 à 1 qui permet aux Japonaises de mettre fin à la domination de deux décennies des Américaines.
Lors des championnats du monde de 2014, elle lance un match sans point ni coup sûr contre la Chine en début de la compétition,. Quelques jours plus tard, elle prouve son talent comme la meilleure lanceuse du monde en battant les États-Unis en finale du championnat du monde sur le score de 4 à 1. En octobre, elle guide la Japon à son quatrième titre consécutifs aux Jeux Asiatiques.
Dominatrice en phase de poule des championnats du monde de softball 2018 contre la Chine, elle lance cinq manches sans coup sûr avant d'en concéder un. Vainqueur du Canada dans le match à élimination en lançant 87 lancers en sept manches pour un résultat de 3 points à 0, Yukiko Ueno retrouve de nouveau les États-Unis en finale. La finale est accrochée et les équipes ne se sont pas départagées après sept manches avec un score de trois partout,. Ueno lance finalement 232 lancers avant de craquer et laisser échapper la victoire aux Américaines sur un coup de Kelsie Stewart dans la quatorzième manche.

## Palmarès
Jeux olympiques
- Médaille de bronze aux Jeux olympiques 2004 à Athènes, Grèce.
- Médaille d'or aux Jeux olympiques 2008 à Pékin, Chine.

Championnat du monde
- Médaille d'argent au Championnat du monde de softball 2002 à Saskatoon, Canada[11].
- Médaille d'argent au Championnat du monde de softball 2006 à Pékin, Chine.
- Médaille d'argent au Championnat du monde de softball 2010 à Caracas, Vénézuela.
- Médaille d'or au Championnat du monde de softball 2012 à Whitehorse, Canada.
- Médaille d'or au Championnat du monde de softball 2014 à Haarlem, Pays-Bas.
- Médaille d'argent au Championnat du monde de softball 2016 à Surrey, Canada.

Jeux asiatiques
- Médaille d'or aux Jeux asiatiques de 2002 à Busan, Corée du Sud.
- Médaille d'or aux Jeux asiatiques de 2006 à Doha, Qatar.
- Médaille d'or aux Jeux asiatiques de 2010 à Guangzhou, Chine.
- Médaille d'or aux Jeux asiatiques de 2014 à Incheon, Corée du Sud.
- Médaille d'or aux Jeux asiatiques de 2018 à Jakarta, Indonésie.